# False Gods (film 1919)
False Gods è un film muto del 1919 diretto da Wally Van.
Alcune fonti riportano che il film sia basato su un lavoro teatrale di E. Lloyd Sheldon.

## Produzione
Il film fu prodotto dalla Rothapfel Pictures Corporation con la supervisione di S.L. Rothafel.

## Distribuzione
Distribuito dalla Independent Sales Corporation e dalla Film Clearing House, il film uscì nelle sale cinematografiche statunitensi nel maggio 1919. Una proiezione per la stampa con accompagnamento orchestrale fu presentata al Rialto Theatre di New York il 9 maggio 1919.
Il copyright del film, richiesto dalla Rothapfel Pictures Corp., fu registrato il 17 maggio 1919 con il numero LP13735.
Copie complete della pellicola si trovano conservate negli archivi della Library of Congress di Washington.